# Hokej na lodzie na Zimowym Olimpijskim Festiwalu Młodzieży Europy 2022 – turniej chłopców
Hokej na lodzie chłopców na Zimowym Olimpijskim Festiwalu Młodzieży Europy 2022 – jedna z dyscyplin rozgrywanych podczas festiwalu w dniach 13 – 17 grudnia 2021 w Kajaani. Areną zmagań była Kajaanin jäähalli.

## Wyniki
| 13 grudnia 2021 | Rosja | 4:2 | Czechy | Kajaanin jäähalli, Kajaani |

| Szczegóły      | Szczegóły                                                                | Szczegóły       | Szczegóły                    | Szczegóły |
| -------------- | ------------------------------------------------------------------------ | --------------- | ---------------------------- | --- |
| Godzina: 15:00 | N. Nedopekin 02:48 I. Rogowski 13:26 I. Kwoczko 48:49 K. Dolżenkow 51:21 | (2:0, 0:1, 2:1) | 22:04 M. Prčík 52:20 E. Šalé | Widzów: 225 Sędzia główny: Niilo-Kustaa Määttä Ville-Veikko Väkeväinen Sędziowie liniowi: Jonne Juvonen Oskari Saarimäki |
| Godzina: 15:00 | 6 min. kar                                                               |                 | 10 min. kar                  | Widzów: 225 Sędzia główny: Niilo-Kustaa Määttä Ville-Veikko Väkeväinen Sędziowie liniowi: Jonne Juvonen Oskari Saarimäki |

| 13 grudnia 2021 | Finlandia | 5:1 | Łotwa | Kajaanin jäähalli, Kajaani |

| Szczegóły      | Szczegóły                                                                       | Szczegóły       | Szczegóły           | Szczegóły |
| -------------- | ------------------------------------------------------------------------------- | --------------- | ------------------- | --- |
| Godzina: 18:30 | O. Vuorio 01:59 O. Vuorio 04:16 J. Nyman 07:02 K.Kulonummi 44:43 J. Nyman 47:39 | (3:0, 0:0, 2:1) | 59:10 E. Veckaktiņš | Widzów: 725 Sędzia główny: Aleksanteri Palo Janne Wuorenheimo Sędziowie liniowi: Kevin Karenius Luka Mäkinen |
| Godzina: 18:30 | 0 min. kar                                                                      |                 | 6 min. kar          | Widzów: 725 Sędzia główny: Aleksanteri Palo Janne Wuorenheimo Sędziowie liniowi: Kevin Karenius Luka Mäkinen |

| 14 grudnia 2021 | Czechy | 9:3 | Łotwa | Kajaanin jäähalli, Kajaani |

| Szczegóły      | Szczegóły | Szczegóły       | Szczegóły                                               | Szczegóły |
| -------------- | --- | --------------- | ------------------------------------------------------- | --- |
| Godzina: 15:00 | S. Slavíček 01:35 S. Slavíček 13:07 S. Slavíček 19:30 A. Dvořák 29:45 L. Plos 30:16 F. Formánek 31:55 D. Petr 40:31 A. Dvořák 42:31 S. Slavíček 49:05 | (3:1, 3:0, 3:2) | 09:34 R. Bukarts 43:26 E. Veckaktiņš 57:06 M. Krūklītis | Widzów: 241 Sędzia główny: Aleksanteri Palo Janne Wuorenheimo Sędziowie liniowi: Kevin Karenius Luka Mäkinen |
| Godzina: 15:00 | 12 min. kar |                 | 14 min. kar                                             | Widzów: 241 Sędzia główny: Aleksanteri Palo Janne Wuorenheimo Sędziowie liniowi: Kevin Karenius Luka Mäkinen |

| 14 grudnia 2021 | Rosja | 1:2 pd. | Białoruś | Kajaanin jäähalli, Kajaani |

| Szczegóły      | Szczegóły       | Szczegóły            | Szczegóły                                | Szczegóły |
| -------------- | --------------- | -------------------- | ---------------------------------------- | --- |
| Godzina: 18:30 | A. Zajcew 42:39 | (0:0, 0:1, 1:0, 0:1) | 30:49 M. Morszczenok 64:18 N. Tiszkewicz | Widzów: 279 Sędzia główny: Niilo-Kustaa Määttä Ville-Veikko Väkeväinen Sędziowie liniowi: Jonne Juvonen Oskari Saarimäki |
| Godzina: 18:30 | 6 min. kar      |                      | 2 min. kar                               | Widzów: 279 Sędzia główny: Niilo-Kustaa Määttä Ville-Veikko Väkeväinen Sędziowie liniowi: Jonne Juvonen Oskari Saarimäki |

| 15 grudnia 2021 | Łotwa | 0:3 | Rosja | Kajaanin jäähalli, Kajaani |

| Szczegóły      | Szczegóły  | Szczegóły       | Szczegóły                                              | Szczegóły |
| -------------- | ---------- | --------------- | ------------------------------------------------------ | --- |
| Godzina: 15:00 |            | (0:0, 0:3, 0:0) | 27:52 K. Dolżenkow 34:30 I. Rogowski 35:54 T. Muchanow | Widzów: 157 Sędzia główny: Aleksanteri Palo Janne Wuorenheimo Sędziowie liniowi: Kevin Karenius Luka Mäkinen |
| Godzina: 15:00 | 2 min. kar |                 | 4 min. kar                                             | Widzów: 157 Sędzia główny: Aleksanteri Palo Janne Wuorenheimo Sędziowie liniowi: Kevin Karenius Luka Mäkinen |

| 15 grudnia 2021 | Białoruś | 1:5 | Finlandia | Kajaanin jäähalli, Kajaani |

| Szczegóły      | Szczegóły            | Szczegóły       | Szczegóły                                                                                  | Szczegóły |
| -------------- | -------------------- | --------------- | ------------------------------------------------------------------------------------------ | --- |
| Godzina: 18:30 | S. Morszczenok 43:54 | (0:0, 0:3, 1:2) | 27:20 N. Minkkinen 33:15 K. Lundell 38:36 A. Kaskimäki 55:47 L. Hämeenaho 58:52 J. Lassila | Widzów: 350 Sędzia główny: Niilo-Kustaa Määttä Ville-Veikko Väkeväinen Sędziowie liniowi: Jonne Juvonen Oskari Saarimäki |
| Godzina: 18:30 | 29 min. kar          |                 | 12 min. kar                                                                                | Widzów: 350 Sędzia główny: Niilo-Kustaa Määttä Ville-Veikko Väkeväinen Sędziowie liniowi: Jonne Juvonen Oskari Saarimäki |

| 16 grudnia 2021 | Łotwa | 1:2 | Białoruś | Kajaanin jäähalli, Kajaani |

| Szczegóły      | Szczegóły       | Szczegóły       | Szczegóły                               | Szczegóły                                                                                            |
| -------------- | --------------- | --------------- | --------------------------------------- | --- |
| Godzina: 15:00 | P. Bulāns 19:55 | (1:0, 0:0, 0:2) | 49:24 A. Kowgorenja 53:33 N. Tiszkewicz | Widzów: 60 Sędzia główny: Toni Hyvärinen Henri Neva Sędziowie liniowi: Petteri Niemelä Santeri Orava |
| Godzina: 15:00 | 8 min. kar      |                 | 0 min. kar                              | Widzów: 60 Sędzia główny: Toni Hyvärinen Henri Neva Sędziowie liniowi: Petteri Niemelä Santeri Orava |

| 16 grudnia 2021 | Czechy | 3:4 | Finlandia | Kajaanin jäähalli, Kajaani |

| Szczegóły      | Szczegóły                                     | Szczegóły       | Szczegóły                                                                | Szczegóły                                                                                                |
| -------------- | --------------------------------------------- | --------------- | ------------------------------------------------------------------------ | --- |
| Godzina: 18:30 | E. Šalé 15:33 A. Dvořák 41:42 A. Dvořák 51:11 | (1:1, 0:2, 2:1) | 17:37 O. Hokkanen 28:53 A. Kaskimäki 37:33 L. Hämeenaho 47:57 K. Lundell | Widzów: 364 Sędzia główny: Jonne Mäkisalo Mikael Vihriälä Sędziowie liniowi: Teo Mäkinen Santeri Puhakka |
| Godzina: 18:30 | 10 min. kar                                   |                 | 8 min. kar                                                               | Widzów: 364 Sędzia główny: Jonne Mäkisalo Mikael Vihriälä Sędziowie liniowi: Teo Mäkinen Santeri Puhakka |

| 17 grudnia 2021 | Białoruś | 3:2 | Czechy | Kajaanin jäähalli, Kajaani |

| Szczegóły      | Szczegóły                                                    | Szczegóły       | Szczegóły                    | Szczegóły                                                                                                |
| -------------- | ------------------------------------------------------------ | --------------- | ---------------------------- | --- |
| Godzina: 14:30 | S. Morszczenok 16:35 N. Tiszkewicz 28:42 N. Tiszkewicz 50:37 | (1:1, 1:1, 1:0) | 15:20 A. Čech 33:44 A. Bareš | Widzów: 154 Sędzia główny: Jonne Mäkisalo Mikael Vihriälä Sędziowie liniowi: Teo Mäkinen Santeri Puhakka |
| Godzina: 14:30 | 10 min. kar                                                  |                 | 10 min. kar                  | Widzów: 154 Sędzia główny: Jonne Mäkisalo Mikael Vihriälä Sędziowie liniowi: Teo Mäkinen Santeri Puhakka |

| 17 grudnia 2021 | Finlandia | 4:3 | Rosja | Kajaanin jäähalli, Kajaani |

| Szczegóły      | Szczegóły                                                           | Szczegóły       | Szczegóły                                         | Szczegóły                                                                                             |
| -------------- | ------------------------------------------------------------------- | --------------- | ------------------------------------------------- | --- |
| Godzina: 18:00 | K. Lundell 08:16 O. Hokkanen 14:31 A. Hakala 32:03 J. Lassila 32:36 | (2:1, 2:1, 0:1) | 02:37 A. Rykow 23:08 I. Poljakow 43:31 I. Demidow | Widzów: 847 Sędzia główny: Toni Hyvärinen Henri Neva Sędziowie liniowi: Petteri Niemelä Santeri Orava |
| Godzina: 18:00 | 8 min. kar                                                          |                 | 8 min. kar                                        | Widzów: 847 Sędzia główny: Toni Hyvärinen Henri Neva Sędziowie liniowi: Petteri Niemelä Santeri Orava |

## Tabela
| Poz. | Zespół    | M | Pkt | Z | WpD | PpD | P | G+ | G- | +/- |
| ---- | --------- | - | --- | - | --- | --- | - | -- | -- | --- |
| 1.   | Finlandia | 4 | 12  | 4 | 0   | 0   | 0 | 18 | 8  | +10 |
| 2.   | Białoruś  | 4 | 8   | 2 | 1   | 0   | 1 | 8  | 9  | -1  |
| 3.   | Rosja     | 4 | 7   | 2 | 0   | 1   | 1 | 11 | 8  | +3  |
| 4.   | Czechy    | 4 | 3   | 1 | 0   | 0   | 3 | 16 | 14 | +2  |
| 5.   | Łotwa     | 4 | 0   | 0 | 0   | 0   | 4 | 5  | 19 | -14 |